# Mossoul
Mossoul (en arabe : الموصل / al-mawṣil ; en kurde : Mûsil) est la deuxième ville d'Irak par son importance, chef-lieu de la province de Ninive, en Haute Mésopotamie, dans le Nord du pays.
En ce qui concerne son histoire récente, la ville est prise par l'organisation terroriste État islamique à l'été 2014, Abou Bakr al-Baghdadi s'y proclame calife, et elle devient la « capitale » de l'EI, jusqu'à sa reprise par les forces armées irakiennes en 2017, après des combats et des bombardements qui l'ont partiellement détruite. La vieille ville, où se trouvait le patrimoine culturel, est quant à elle totalement détruite.

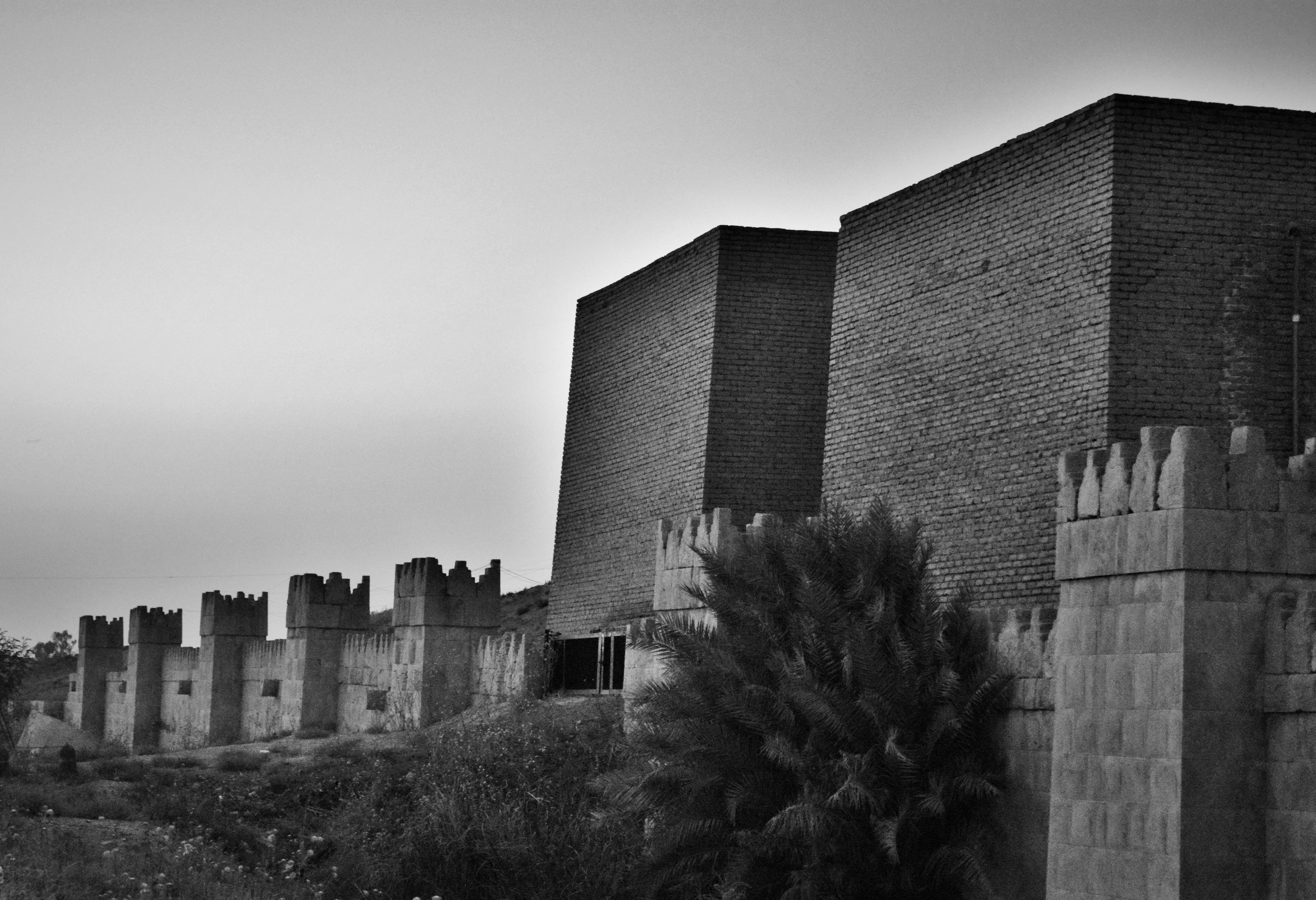
Ninive – porte de Mashki.

## Géographie
Mossoul se trouve sur les rives du Tigre (cinq ponts permettaient avant la guerre de franchir le fleuve), à environ 350 km au nord de Bagdad et à une centaine de kilomètres des frontières syrienne et turque.
La partie est de la ville est parcourue par la rivière Khosr qui se jette dans le Tigre au niveau du premier pont (ar) (ou « vieux pont », ou « pont de fer »).

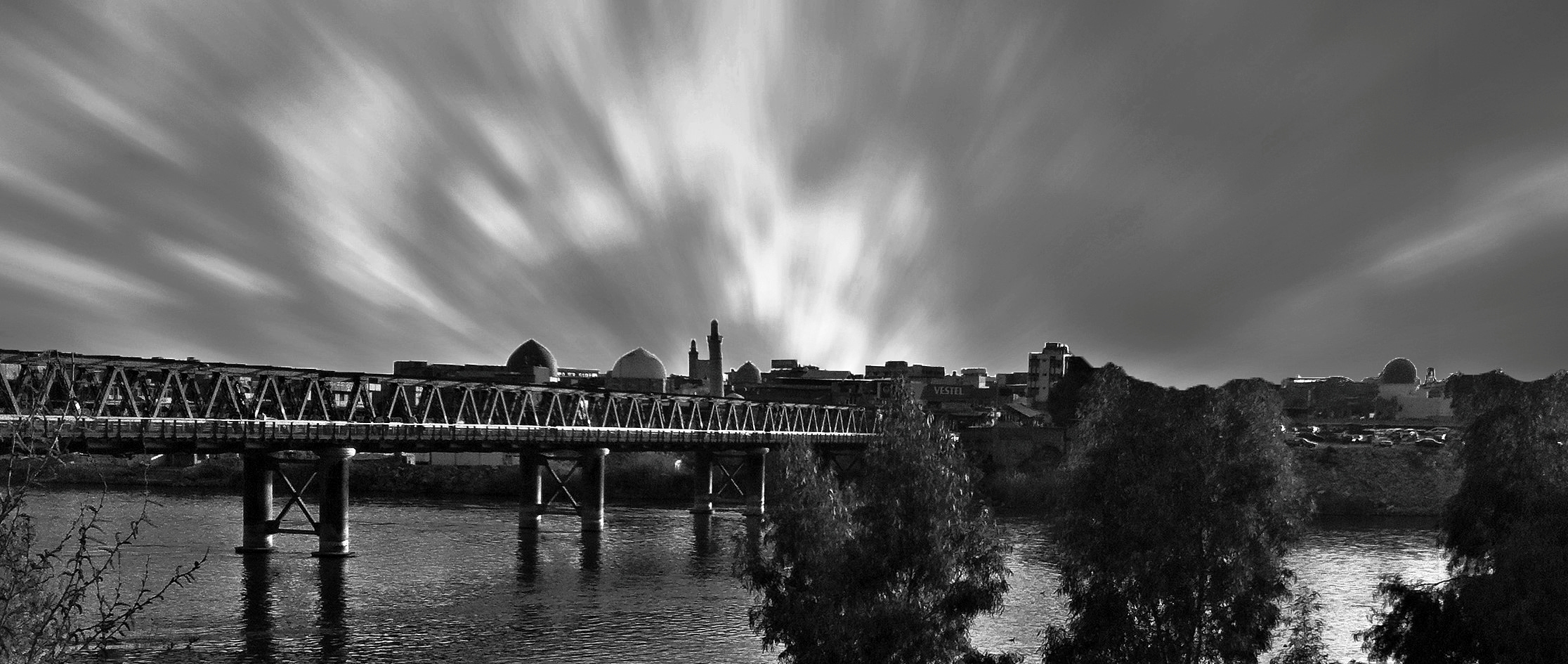
Vue de Mossoul.

## Démographie
Avant la Seconde guerre civile irakienne, la ville comptait environ 2,7 millions d'habitants, ce qui en faisait la deuxième ville irakienne au regard de la population, après Bagdad et avant Bassorah.
En 2023, Mossoul comptait 1,7 million d'habitants, soit davantage que le 1,3 million qui y vivait en 2014, quand Daech conquit la ville. 

## Toponymie

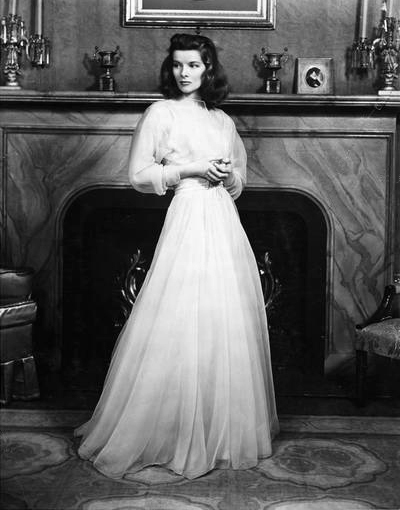
Robe en mousseline de soie portée par Katharine Hepburn, 1939

Son nom arabe de Mossoul, Al-Mawssil (ou Al-Moussel), lui a été attribué par ces derniers lorsqu'ils ont conquis la région au VIIe siècle et fait référence à un ancien pont de bateaux qui permettait de traverser le Tigre, puisqu'en arabe le verbe waSala signifie « relier ».
Auparavant, la ville se nommait Ninuwa ou Ninwa, selon les formes akkadiennes ou assyriennes retrouvées sur des tablettes cunéiformes, transcrit en Ninive en français, et dont l'étymologie est obscure. Le nom de Ninawa est mentionné à 34 reprises dans la Bible.
On appelle aussi cette ville du nom de Oumou Rabïain qui veut dire littéralement « mère de deux printemps » parce qu’elle bénéficie en automne d'une deuxième saison printanière.
De Mossoul dérive le nom de mousseline (une autre origine du nom de ce tissu peut être aussi Maisolos, le port indien qui exportait les tissus produits à Mossoul), désignant d'abord une étoffe fine et transparente originaire de cette ville. Par analogie, le terme est passé en cuisine pour qualifier une préparation légère à laquelle est généralement ajoutée de la crème fouettée.

## Histoire

### Antiquité

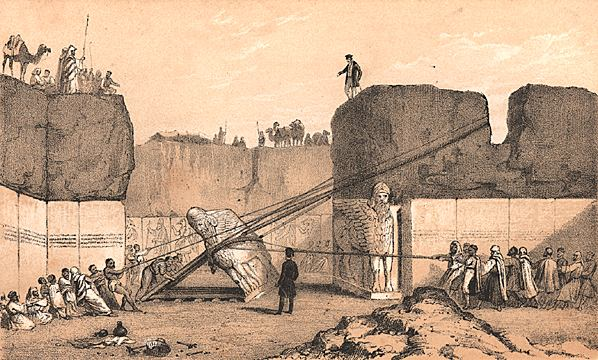
Fouilles archéologiques de Ninive, dessin d'Austen Henry Layard, 1852.

Cité liée à l'histoire biblique du prophète Jonas, la capitale de l'Empire assyrien, Ninive située dans les quartiers de la rive est du Tigre, connut son âge d'or durant le VIIIe siècle av. J.-C. L'héritage archéologique de la ville témoigne de la vitalité de la culture assyrienne dont la grande bibliothèque d’Assurbanipal fut l'illustration.

Ninive est tombée dans les mains des Chaldéens en l'an 611 av. J.-C., marquant la fin de l'Empire assyrien. 

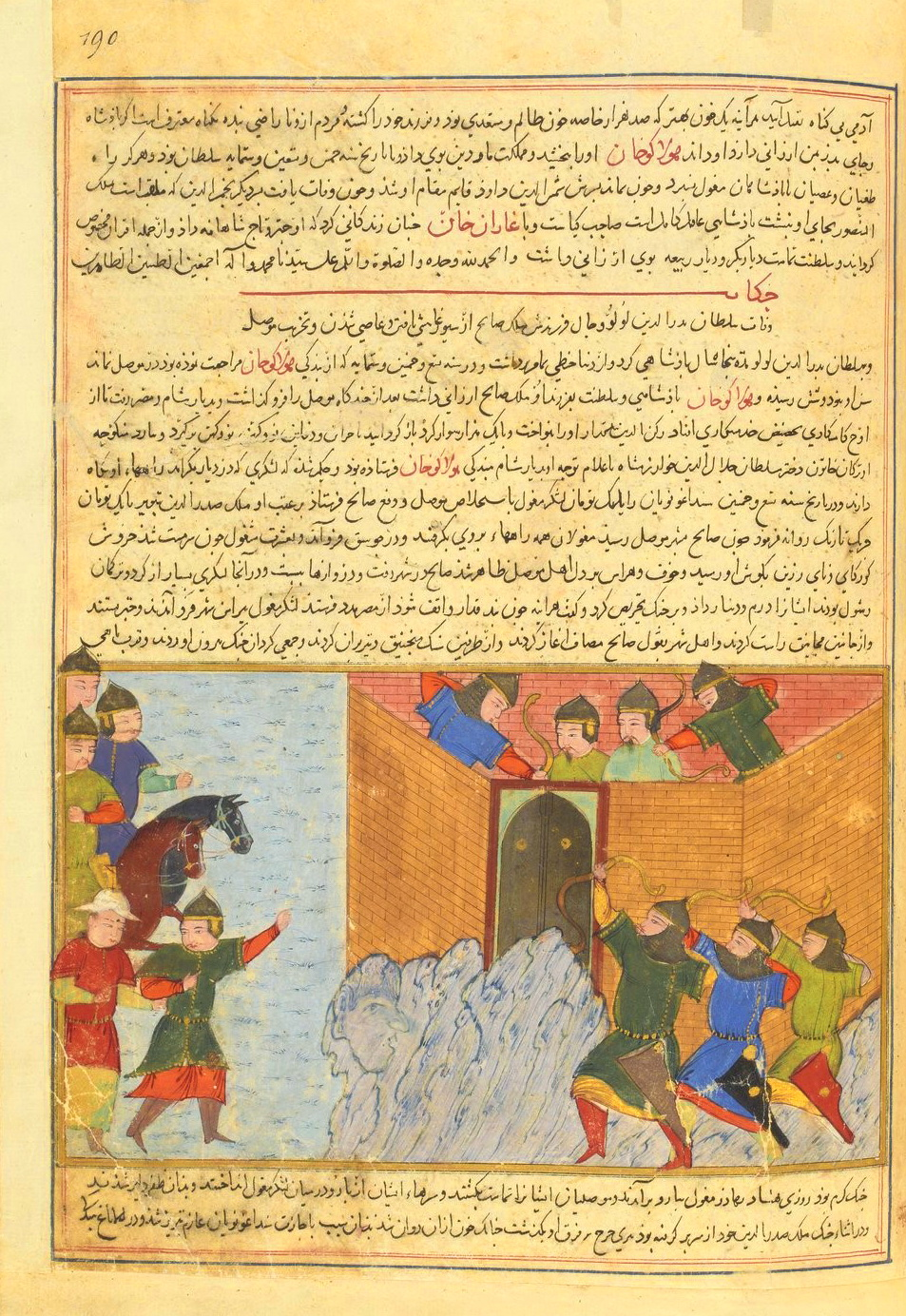
Siège de Mossoul en 1261-1262, manuscrit de lHistoire universelle de Rashid al-Din, 1430.

Les invasions se succèdent ensuite : la ville tombe successivement entre les mains par les Perses Achéménides de Cyrus le Grand en 539 av. J.-C. ; les troupes grecques d'Alexandre le Grand en 331 av. J.-C., puis les Parthes, les Romains et enfin de nouveau les Perses Sassanides.
À la veille de la conquête musulmane, Ninive devient une importante métropole régionale. Peuplée essentiellement de chrétiens d'obédience nestorienne, elle abrite les tombes de plusieurs évangélisateurs.

Aujourd'hui, le nom de Ninive est donné à la fois au site archéologique de la ville et à la province qui s'étend sur une vaste plaine aux alentours de Mossoul.

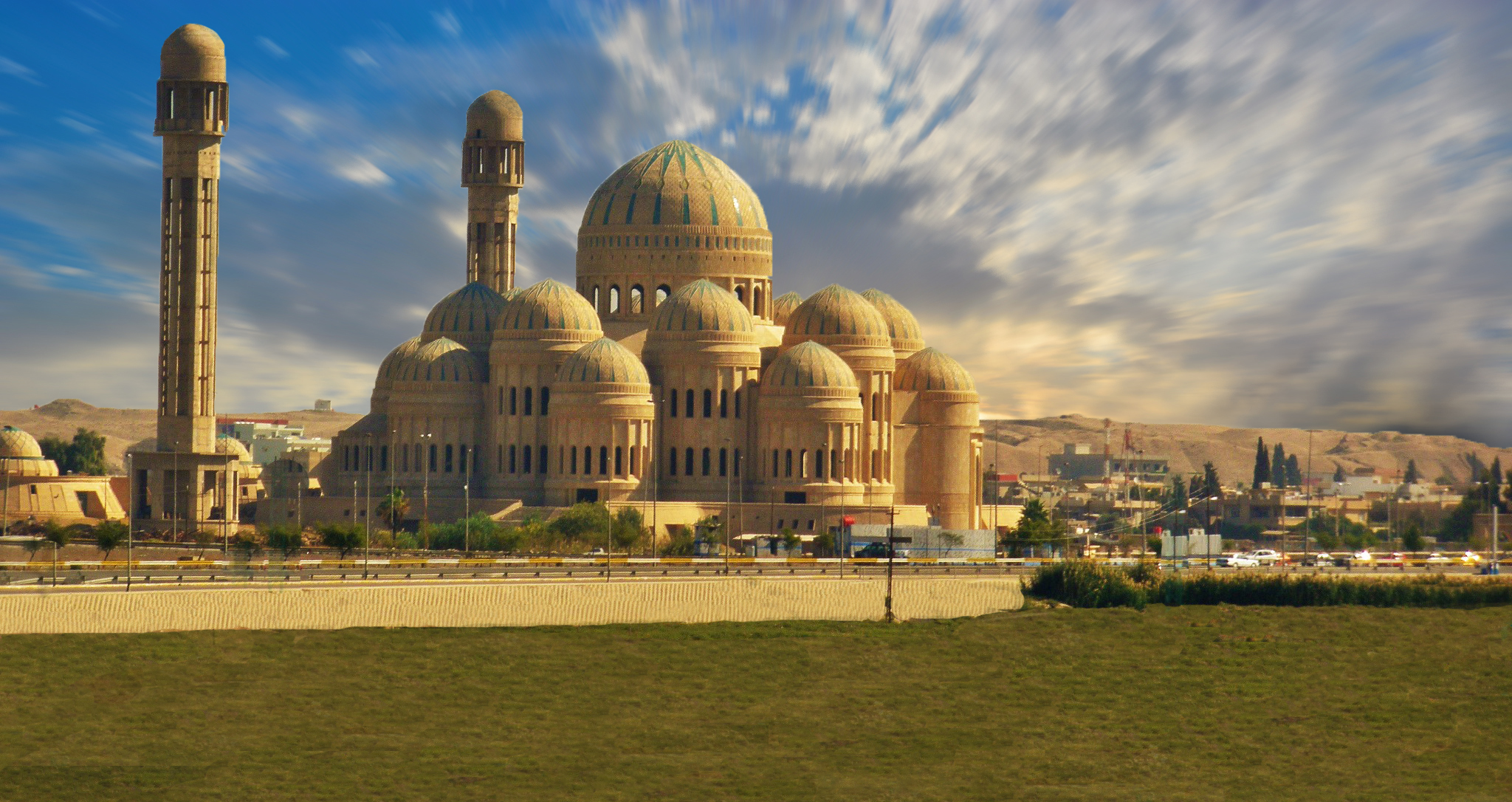
Grande mosquée de Mossoul.

### Empires musulmans
Prise en 641 par les Arabes, l'antique cité de Ninive est peu à peu délaissée au profit de sa voisine Mossoul, établie de l'autre côté du Tigre. Celle-ci devient alors le principal pôle commercial de la région en raison de son emplacement, au carrefour des routes de caravanes entre la Syrie et la Perse. C'est à cette époque que Mossoul devient réputée grâce à ses tissus fins de coton, les mousselines, ainsi que pour son marbre.
Au Xe siècle, sous la dynastie arabe des Hamdanides, l'émirat de Mossoul, vassal du califat abbasside, acquiert une quasi-indépendance. Au XIe siècle, il forme une des principautés soumises à la dynastie turque des Seldjoukides, puis à celle des Zengides.

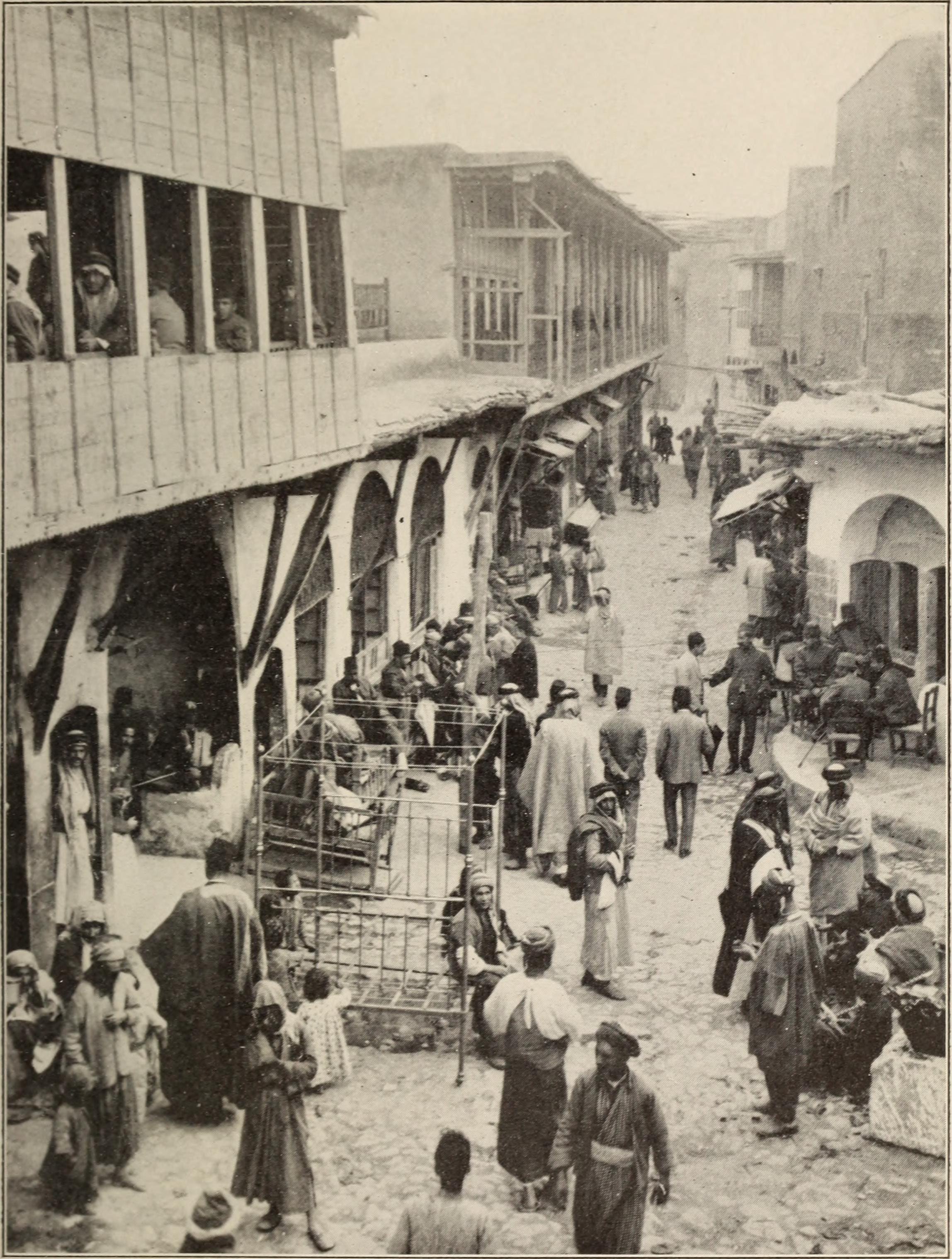
Scène de rue à Mossoul, XIXe siècle.

Au XIIIe siècle, elle est conquise et pillée par les Mongols. Après 1262, elle passe sous une série de dynasties turques marquées de culture perse, les Qara Qoyunlu, Aq Qoyunlu, Séfévides, puis Ottomans. Elle est la capitale d'une province, l'eyalet de Mossoul devenu au XIXe siècle le vilayet de Mossoul.

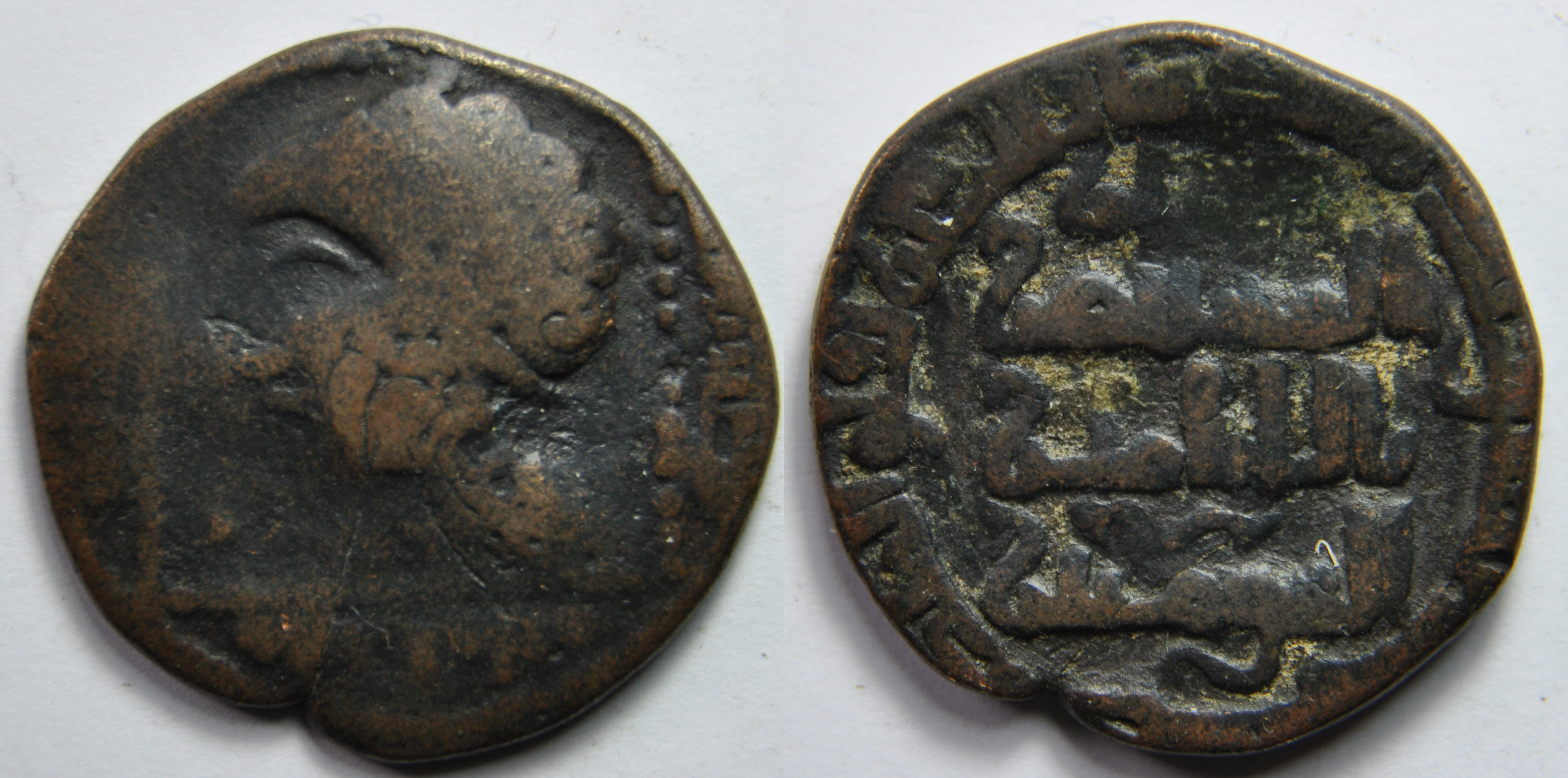
Une monnaie d'un dirham de bronze de Badr al-din Lulu, un mamelouk, vizir de l'émir Nasir al din Mahmoud (1234-1259), dernier représentant de la dynastie des Zengides turcs de Mossoul, XIIIe siècle.

Elle est traversée par le chemin de fer Berlin-Bagdad, construit avec des capitaux allemands, avant d'être prise par les Britanniques en 1918 lors de la campagne de Mésopotamie.

### Période contemporaine

#### Du mandat britannique à la république
Promise à la souveraineté française par les accords Sykes-Picot de 1916, ce sont les Britanniques qui l'occupent en 1918, puis l'administrent. La France, aux termes de nombreuses tergiversations, renonce à ses droits sur le vilayet en échange d'une participation aux bénéfices pétroliers du bassin de Kirkouk, et le Royaume-Uni l'intègre au mandat britannique de Mésopotamie. La Turquie proteste contre cette annexion mais la Société des Nations confirme l'action britannique en 1925. La commission d’enquête constituée par la SDN était pourtant parvenue à la conclusion que la population souhaitait la création d'un État kurde indépendant. La SDN promis la création d'une administration autonome kurde, mais cette promesse ne fut jamais honorée et les révoltes visant à exiger son respect furent écrasées par l'aviation britannique. Les États-Unis, tout comme la France, reçurent chacun en échange de leur soutien à cette annexion 23,75 % des actions de la compagnie Iraq Petroleum.
Le mandat est remplacé en 1932 par le royaume d'Irak, nominalement indépendant mais soumis aux intérêts britanniques. Mossoul est le point de départ de l'oléoduc de Mossoul à Haïfa en Palestine mandataire, ouvert en 1934, une des voies essentielles du commerce du pétrole au Moyen-Orient.
En mars 1959, après la proclamation de la république d'Irak par le général Abdul Karim Qasim, celui-ci écrase un soulèvement des militaires panarabes nassériens à Mossoul avec l'aide des milices kurdes. La ville subit ensuite les contrecoups du conflit kurde en Irak à partir de 1961 puis de la guerre Iran-Irak entre 1980 et 1988.

#### Occupation américaine

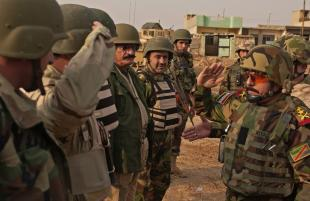
Troupes gouvernementales irakiennes dans la bataille de Mossoul, février 2008.

Durant l'opération Liberté irakienne qui entraîne la chute du régime dictatorial de Saddam Hussein, le musée archéologique de Mossoul, comme celui de Bagdad, est victime de pillages et beaucoup d'objets sont perdus ou détruits. Mossoul passe sous le contrôle des peshmergas kurdes qui, bien qu'ils ne la revendiquent pas comme partie de leur région autonome du Kurdistan, s'y maintiennent jusqu'en 2005 comme alliés des Américains puis du gouvernement provisoire irakien. Le 15 avril 2003, les troupes américaines ouvrent le feu sur des manifestants dénonçant leur présence en Irak : la fusillade fait au moins dix victimes. Trois mois plus tard, en juillet 2003, les deux fils de Saddam Hussein, Oudaï et Qoussaï sont tués à Mossoul lors d'une opération commando des forces spéciales.
La période de l'occupation américaine est marquée par de nombreux attentats avec cinq journalistes assassinés pour la seule année 2005. La même année, un attentat lors des funérailles d'un leader chiite fait 50 morts et 90 blessés,,.
En 2008, la ville est disputée entre les forces américaines et gouvernementales et les groupes insurgés lors de la campagne de Ninive (en).

#### Seconde guerre civile irakienne
En juin 2014, durant la seconde guerre civile irakienne, Mossoul tombe aux mains des jihadistes de l'État islamique, après quatre jours de combat lors d'une offensive de grande ampleur de ces derniers dans le nord du pays et avec la complicité d'anciens cadres du Parti Baas de Saddam Hussein,. Selon une ONG, cinq cent mille civils fuient la ville.
Après avoir vu leurs maisons marquées de la lettre de l'alphabet arabe ن, signifiant Nazrani (Nazaréen), les chrétiens de Mossoul — environ 10 000 personnes principalement présentes dans les quartiers d'Alzehours et de Dargazliya — doivent choisir entre se convertir, payer un impôt de capitation (jizya) aux islamistes ou quitter la ville ; ils fuient en masse, se faisant par ailleurs souvent racketter leurs biens,.

Carte des quartiers de Mossoul.

Plusieurs monuments historiques sont démolis par les djihadistes de l'État islamique. Le 24 juillet 2014, deux mosquées sont détruites à l'aide d'explosifs, dont celle qui contenait la tombe du prophète Jonas, ainsi que d'autres restes archéologiques datant du VIIIe siècle av. J.-C. et de l'antique Ninive. En février 2015, les djihadistes détruisent à la masse et au marteau-piqueur, des statues et des fresques assyriennes et parthes du musée de Mossoul, dans le même temps, la bibliothèque de la ville est volontairement incendiée, environ 8 000 ouvrages anciens partent alors en fumée.
Le 17 octobre 2016, le gouvernement irakien annonce le lancement de l'opération pour la reprise de la ville de Mossoul. Outre la participation des peshmergas kurdes dans l'offensive terrestre en attaquant à l'est de Mossoul, les forces irakiennes comptent sur le soutien militaire des États-Unis et de l’Australie. Alors que les combats empêchent l'accès de la ville, les habitants souffrent de malnutrition.
Selon certaines estimations, des dizaines de milliers de civils ont été tués pendant les combats et l 'essentiel de la ville a été détruit par les bombardements de la coalition et les roquettes irakiennes.
Le 21 juin, la grande mosquée d'Al-Nouri est détruite par l'État islamique, alors que les soldats de l'armée irakienne ne sont plus qu'à une cinquantaine de mètres de l'édifice,. C'est dans ce lieu qu'Abou Bakr al-Baghdadi était apparu pour la première fois le 4 juillet 2014, quelques jours après la proclamation du califat par son organisation,.
Le 9 juillet 2017, l'Irak annonce la libération de Mossoul.

#### Reconstruction de la ville
Au cours de la bataille, près de 20 000 maisons et six des cinquante-quatre quartiers que compte la partie ouest de la ville ont été presque entièrement détruits, et une dizaine d'autres quartiers gravement endommagés. C'est pourquoi plus de 900 000 Mossouliotes, soit la moitié de la population, sont privés de leur logement, obligeant un tiers d'entre eux à vivre dans des camps humanitaires, les autres étant hébergés chez des amis ou des voisins.
D'après une évaluation de l'ONU effectuée en juillet 2017, la reconstruction des seules infrastructures d'eau, d'électricité, des égouts, des routes, des ponts, des universités, des hôpitaux, des chemins de fer, devrait prendre cinq ans et coûter 700 millions de dollars. Le ministère irakien du Plan a évalué fin mai 2017 à 100 milliards de dollars sur dix ans la reconstruction des infrastructures et logements, en incluant toutes les zones qui ont été tenues par l'EI dans le pays.
Dans la partie orientale de la ville, des habitants ont pris en main le nettoyage de leurs quartiers, tandis que des écoles et des commerces ont rouvert, même si l'alimentation en électricité demeure aléatoire.
De nombreuses ONG agissent sur place pour aider les populations marquées par la guerre et par les exactions de l'EI,.
En septembre 2024, un reportage de l'AFP à Mossoul décrit une ville reconstruite où la vie sociale, notamment nocturne, a largement repris dans les cafés, les restaurants, et les bars à chicha.

## Monuments

### Édifices religieux musulmans

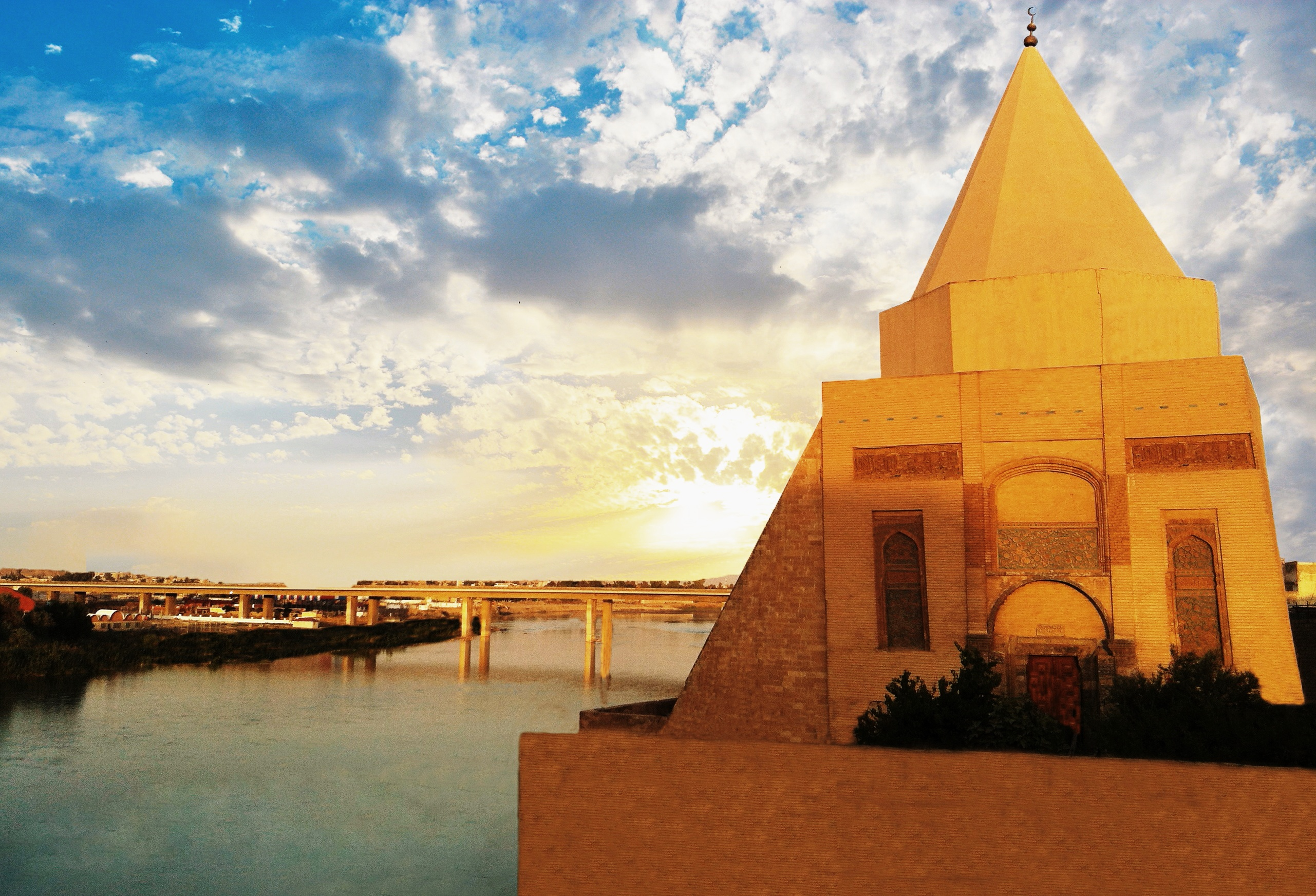
Le sanctuaire de l'Imam Yahya Abu Al Qasim.

- La grande mosquée d'al-Nuri, bâtie à l'origine au XIIe siècle mais reconstruite en 1942, était notamment célèbre pour son minaret incliné. Elle est détruite par l'État islamique en juin 2017 ;
- la grande mosquée de Mossoul, la plus grande de la ville, située sur la rive est du Tigre. Sa construction a débuté sous Saddam Hussein et elle reste inachevée à ce jour.

### Édifices religieux chrétiens

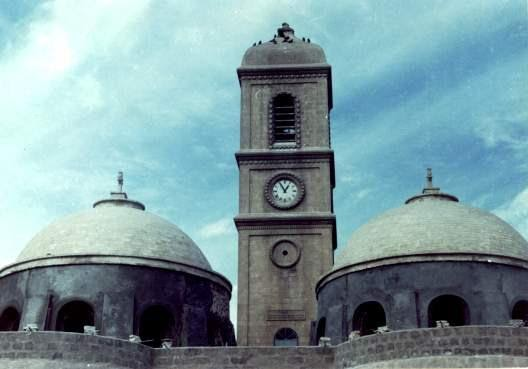
L'église Notre-Dame de l'Heure dans les années 1980.

- Le monastère Saint-Élie (Dair Mar Alia), bâti entre 582 et 590 et appartenant à l'Église syriaque orthodoxe, le plus ancien édifice chrétien d'Irak a été démoli en 2014 par l'État islamique ;
- L'église Notre-Dame de l'Heure, construite par les pères dominicains, possède un clocher dont l'horloge avait été offerte en 1870 par l'impératrice Eugénie. Contrairement à des informations erronées faisant état de la destruction à l'explosif par l'État islamique en 2016[37], celui-ci, bien qu'endommagé, est toujours debout et est en voie de restauration sous l'égide de l'Unesco[38] ;
- L'église de la Vierge Marie de Mossoul, située dans les quartiers Est, a été incendiée par l'État islamique le 22 février 2015.
- L'église syriaque-orthodoxe Mar Touma située dans le vieux Mossoul. Célèbre pour son portail en marbre orné de bas reliefs représentant les douze apôtres entourant le Christ[39].
- L'église Notre-Dame-du-Perpétuel-Secours de Mossoul.

### Édifices religieux juifs
Yehuda Alharizi, rabbin et poète d'Espagne qui visite le Kurdistan en 1230 est impressionné par la splendeur des synagogues de Mossoul. Aujourd'hui, il semble qu'elles ont toutes été détruites, comme la synagogue Sassoun, ou converties en mosquées comme celle du prophète Ézéchiel. Cependant une ancienne synagogue désaffectée depuis les années 1950, transformée en dépôt de munitions et d’obus par l'État islamique, subsiste à l'état de ruine dans la vieille ville de Mossoul,.

## Religion
La ville compte 80 % de musulmans sunnites[réf. nécessaire].
La ville est le siège de l’archidiocèse syriaque orthodoxe de Mossoul dont l’archevêque est, en 2015, Mor Nicodemus Daoud Sharaf.
Une communauté juive existait à Mossoul depuis l'Antiquité, « forte de plusieurs dizaines de milliers d’âmes » quand elle a dû émigrer au milieu du XXe siècle, dont il ne reste quasiment plus personne,.

## Économie
D'importants gisements de pétrole à proximité assurent une bonne partie de son activité (raffineries). C'est également le principal marché agricole de la région (céréales, plantes textiles, fruits).

## Transports
Mossoul est desservie par un aéroport international situé au sud centre-ville.

## Personnalités liées à Mossoul
- Abu Al-Hassan Ali ben Nafi dit Ziriab (ce qui signifie « or » en kurde), né dans un village kurde de Mossoul en 789 et mort à Cordoue en 857, l'une des principales figures de l'histoire de la musique arabo-andalouse au IXe siècle.
- Abu Tammam (804-845), poète arabe.
- Ignace Éphrème II Rahmani (1848-1929), patriarche de l'Église catholique syriaque.
- Vian Dakhil, femme politique irakienne.
- Ibn al-Ṭiqṭaqī (1262-1310), historien.
- Sliwa Bar Yuhanna (1315), chroniqueur chrétien.
- Mgr Faraj Rahou, archevêque chaldéen de Mossoul, enlevé le 29 février 2008 et retrouvé mort quelques jours plus tard.
- Abou Sayyaf, bourreau.
- Mgr Yousif Thomas Mirkis (1949), archevêque chaldéen de Kirkouk.
- Brigitte Findakly (1959), coloriste française de bande dessinée.